# Угандийский национальный конгресс
Угандийский национальный конгресс (англ. Uganda National Congress) — бывшая социалистическая партия в Уганде, была первой политической партией в протекторате Уганда.

## История
Угандийский национальный конгресс, первая политическая партия в Уганде, был образован 2 марта 1952 года. Шесть основателей партии были Игнатиус Кангаве Мусаази (Буганда), Абубакар Какьяма Майянджа (Буганда), Стефано Абвангото (Бугиса), Бен Оквереде (Тесо), Екософати Энгур (Ланго) и С. Катембо (Торо). Игнатиус Кангаве Мусаази стал её первым президентом, Абубакер Какяма Майянджа — первым генеральным секретарём партии. Аполлон К. Киронда был юрисконсультом партии.
Угандийский национальный конгресс участвовал в борьбе за независимость в Африке. В Каире (Египет) Джон Кале представлял партию и координировал борьбу за независимость африканских стран. Генеральный секретарь партии Майянджа использовал свои тесные отношения с тогдашним китайским лидером Мао Цзэ-дуном и премьером Госсовета КНР Чжоу Эньлаем, чтобы заручиться поддержкой. В результате партия получила 500 тыс. фунтов стерлингов из Китая, а также современный печатный станок из Италии. Печатный станок был установлен в угандийских газетах The Uganda Post и The Uganda Express, которые базировались в Кампале.
После создания Угандийского национального конгресса были созданы и другие политические партии. В 1956 году была образована Демократическая партия. После всеобщих выборов 1958 года в Уганде семь неаффилированных членов Законодательного совета Уганды (парламент страны в колониальное время) сформировали Народный союз Уганды.
В 1960 году в партии произошёл раскол: возникли фракции Мусаази и Аполло Милтона Оботе. Народный союз Уганды вместе с возглавляемой Оботе фракцией Угандийского национального конгресса сформировали новую партию Народный конгресс Уганды в марте 1960 года. В результате Демократическая партия и Народный конгресс Уганды стали основными политическими партиями страны, а Угандийский национальный конгресс потерял влияние, главным образом, из-за высокой популярности Демократической партии и появления в 1961 году партии Кабака Екка.